# Luke Pegler
Luke Pegler est un acteur australien né en 1981 à Perth.

## Biographie
Luke Pegler est notamment connu pour avoir joué dans deux productions de WWE Studios : Les Condamnés aux côtés de Stone Cold Steve Austin, et See No Evil aux côtés de Glenn Jacobs.

## Filmographie
- 2001 : Wild Kat (série télévisée) : Alex (3 épisodes)
- 2003 : Gettin Square : Joey Wirth
- 2005 : Le Grand Raid : PFC Miller
- 2006 : See No Evil : Michael
- 2007 : The Condemned : Baxter
- 2008 : L'amour de l'or : Young
- 2008 : The Strip (série télévisée) : Simon Yeldham (1 épisode)
- 2008 - 2009 : Packed to the Rafters:(série télévisée) Daniel Griggs (8 épisodes)
- 2009 : Sea Patrol : Hammil (1 épisode)
- 2009 : All Saints (série télévisée) : Jasper (1 épisode)
- 2010 : Rescue : Unité Spéciale (série télévisée) : Gary ' Bingo ' Bing (4 épisodes)
- 2010 : Cops LAC (série télévisée) : Brad Chandler (1 épisode)
- 2011 : Spartacus : Les Dieux de l'arène (série télévisée) : Marcus (6 épisodes)
- 2011 : Les voisins (série télévisée) : Dane Canning (21 épisodes)
- 2012 : Spartacus : Le Sang des gladiateurs (série télévisée) : Marcus (5 épisodes)
- 2012 : Underbelly (série télévisée) : (1 épisode)
- 2015 : Summer Bay (série télévisée) : Sean Gleeson (10 épisodes)
- 2016 : Tu ne tueras point (Hacksaw Ridge) de Mel Gibson : Milt « Hollywood » Zane
- 2017 : Dirty, Clean & Inbetween : Brok Cooper
- 2018 : Les Petites robes noires (Ladies in Black) de Bruce Beresford : Frank